# 海南假瘤蕨
海南假瘤蕨（学名：Phymatopteris hainanensis）为水龙骨科假瘤蕨属下的一个植物物种。其种加词“hainanensis”意为“海南的”。
现接受名为海南假瘤蕨（Selliguea hainanensis (Ching) S.G.Lu, Hovenkamp & M.G.Gilbert, 2013）。